# Dollendorf
Dollendorf is een plaats in de Duitse gemeente Blankenheim (Ahr), deelstaat Noordrijn-Westfalen. Tot de Eerste Wereldoorlog waren hier Belgische en Nederlandse brikkenbekkers actief.